# Euxoa recula
Euxoa recula là một loài bướm đêm trong họ Noctuidae.